# Подкум
Подкум (словен. Podkum) — поселення в общині Загорє-об-Саві, Засавський регіон, Словенія. Висота над рівнем моря: 700,8 м.